# وولاكومب
وولاكومب هو منتجع ساحلي على ساحل شمال ديفون، إنجلترا، يقع عند مصب الوادي (أو «كومب») في مورتيهوي. بطول 3 ميل (4.8 كـم) على ساحل المحيط الأطلسي بالقرب من الحد الغربي لقناة بريستول.
هو وجهة شهيرة لركوب الأمواج والعطلات العائلية وهو جزء من منطقة ساحل شمال ديفون ذات الجمال الطبيعي المتميز. تدير باركن استيتس الشاطئ منذ أكثر من نصف قرن، وقد تم الاعتراف به على مر السنين كواحد من أفضل الشواطئ في أوروبا. فاز بلقب أفضل شاطئ بريطاني في «جوائز مجلة الساحل 2012» وحصل على نفس جائزة أفضل شاطئ بريطاني في عام 2015، كما صنف في استطلاعات عدة في المرتبة الرابعة في أوروبا والثالثة عشر في العالم. تتم مراقبة جودة مياه الشاطئ بانتظام من قبل وكالة البيئة وتفي بأعلى معاييرها.

## السياحة
عدد السياح في الشتاء صغير جدًا (حوالي 1000)، ولكن خلال الصيف تأتي أعداد كبيرة من الناس إلى المنطقة لقضاء عطلاتهم. يتحفز الكثيرون للزيارة بسبب ظروف ركوب الأمواج الممتازة الموجودة محليًا. هناك العديد من الفنادق وشقق العطلات وحدائق العطلات والمعسكرات وأماكن المبيت والإفطار، ومعظم فرص الترفيه تستهدف السياح. توجد صيدلية محلية مستقلة تفتح على مدار السنة وأطباء أيضا. كان أحد معالم الجذب الراسخة في وسط المنطقة هو ملعب غولف مينيتشر الذي يتميز بمعالم شمال ديفون، والمباني النموذجية الفريدة التي يتم بناؤها من أنواع مختلفة من الأحجار الموجودة في المنطقة المحلية. تم هدم معلم الجذب هذا وإعادة بنائه كملعب غولف تحت عنوان القراصنة في عام 2010.

## الجيولوجيا والحياة البرية

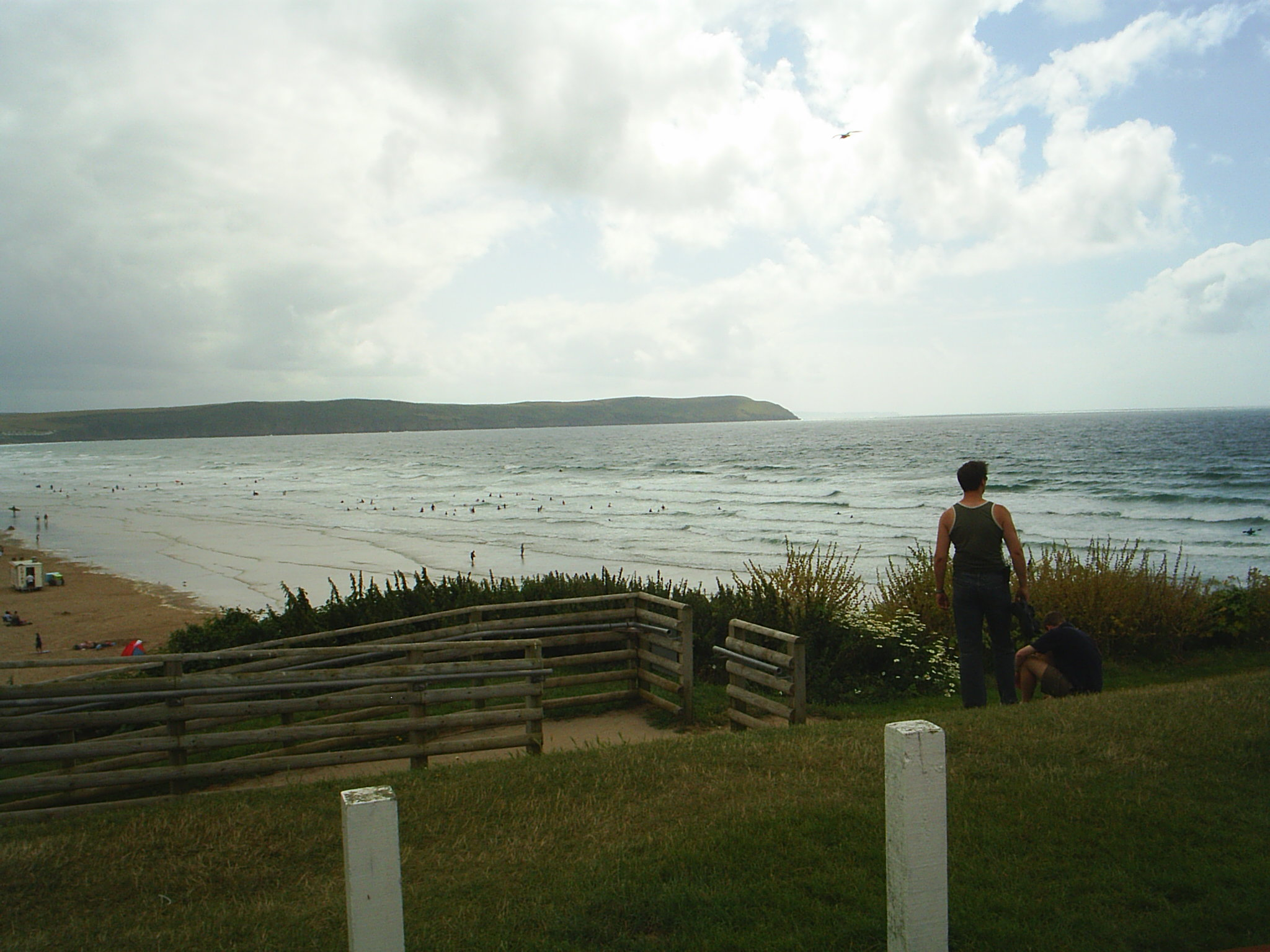
شاطئ وولاكومب والبحر ، كما يظهر من موقف السيارات الرئيسي

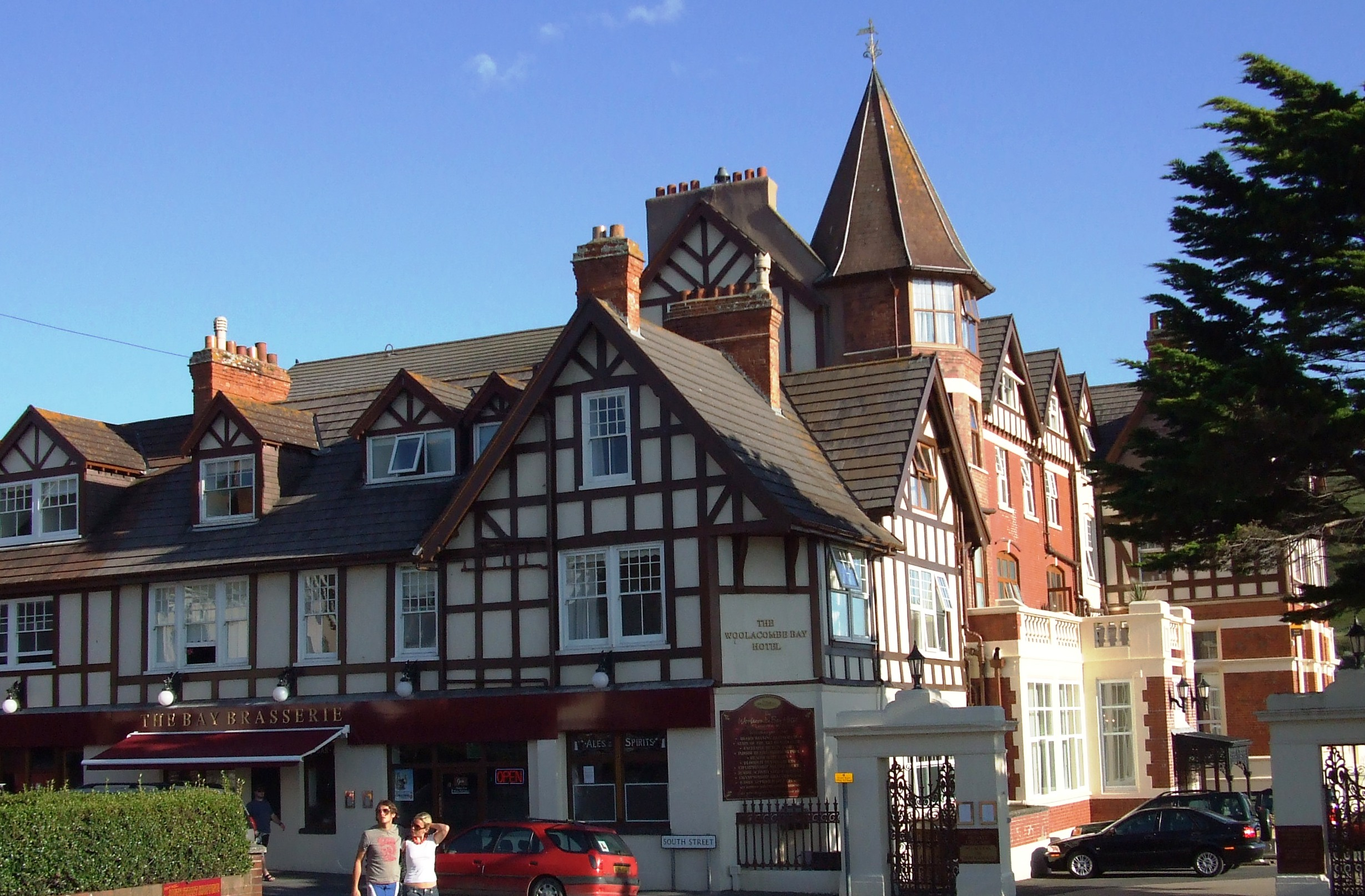
فندق وولاكومب باي

تقع وولاكومب في منطقة ساحل شمال ديفون ذات الجمال الطبيعي المتميز، والتي تشتهر بمنحدراتها الساحلية الرائعة والمناظر الطبيعية. بسبب الموجات الأطلسية، فإن الامواج كبيرة إلى حد ما ونظيفة جدًا مما يجعلها مناسبة جدًا لركوب الأمواج.
محاط الشاطئ أيضًا بكثبان رملية مائلة، وهذه الكثبان مأهولة بالقصب الرملي والفربيون على سطحها.
مباشرة من الشاطئ هناك مناظر بانورامية لجزيرة لوندي. تعود ملكية جزء كبير من الريف القريب من المنطقة للرعاية الوطنية. يعتبر الساحل نفسه جزءًا من منطقة شمال ديفون البحرية نظرًا لتنوعه.

## التاريخ
مثل عدد من الشواطئ البريطانية، فهي مملوكة للقطاع الخاص وحتى عام 1948 كان الشاطئ وكثير من الأراضي المحيطة مملوكة لعائلة تشيتشيستر، التي حصلت عليها في عام 1133 في عهد الملك هنري الأول. عندما توفيت السيدة روزالي تشيتشيستر، في عام 1949، أصبحت في حوزة عائلتها لأكثر من 800 عام.
تم شراء الشاطئ وبعض الأراضي المحيطة سابقًا بواسطة ستانلي باركين، وهو صديق للعائلة. شارك راي باركن، الرئيس الحالي، بشكل وثيق في تطوير وإدارة الشركة منذ عام 1985 وتولى منصب رئيس مجلس الإدارة بعد وفاة والده في عام 1995.
خلال الحرب العالمية الثانية، كان مركز تدريب جنود الجيش الأمريكي متمركزًا في وولاكومب، حيث مارس الآلاف من طواقم القوارب الصغيرة والمشاة هجمات حرب برمائية على الشاطئ استعدادًا لغزو نورماندي، كجزء من عملية أوفرلورد.
يوجد نصب تذكاري للجنود تم تخصيصه عام 1992،  يقع في الطرف الشمالي من الشاطئ.

## المواصلات
الطريقة الرئيسية للوصول إلى وولاكومب هي عن طريق البر. خلال فصل الصيف، يمكن أن تصبح الطرق، التي تكون ريفية للغاية وضيقة جدًا، مزدحمة للغاية حيث يصطف الناس للوصول إلى أحد مواقف السيارات الكبيرة التي تقع بالقرب من الشاطئ.
تعمل خدمة الحافلات من المنطقة إلى بارنستابل (303) وإلفراكومب وكومب مارتن ومورتيهوي. كان للمنطقة محطة سكة حديد مشتركة مع مورتيهو على خط فرع ايلفراكومب الذي أغلق في عام 1970. هناك أيضًا حافلة تعمل محليًا من قبل إحدى شركات متنزه العطلات التي تنقل المصطفين من قوافلهم الأربعة وحدائق التخييم إلى الشاطئ مما يساعد على تخفيف الازدحام في أوقات الذروة.
يمتد مسار الساحل الجنوبي الغربي عبر المنطقة، ويتيح الوصول إلى ساحل شمال ديفون المذهل، مع المشي إلى وحول نقطة مورت بوينت التي تحظى بشعبية خاصة.

## الدين

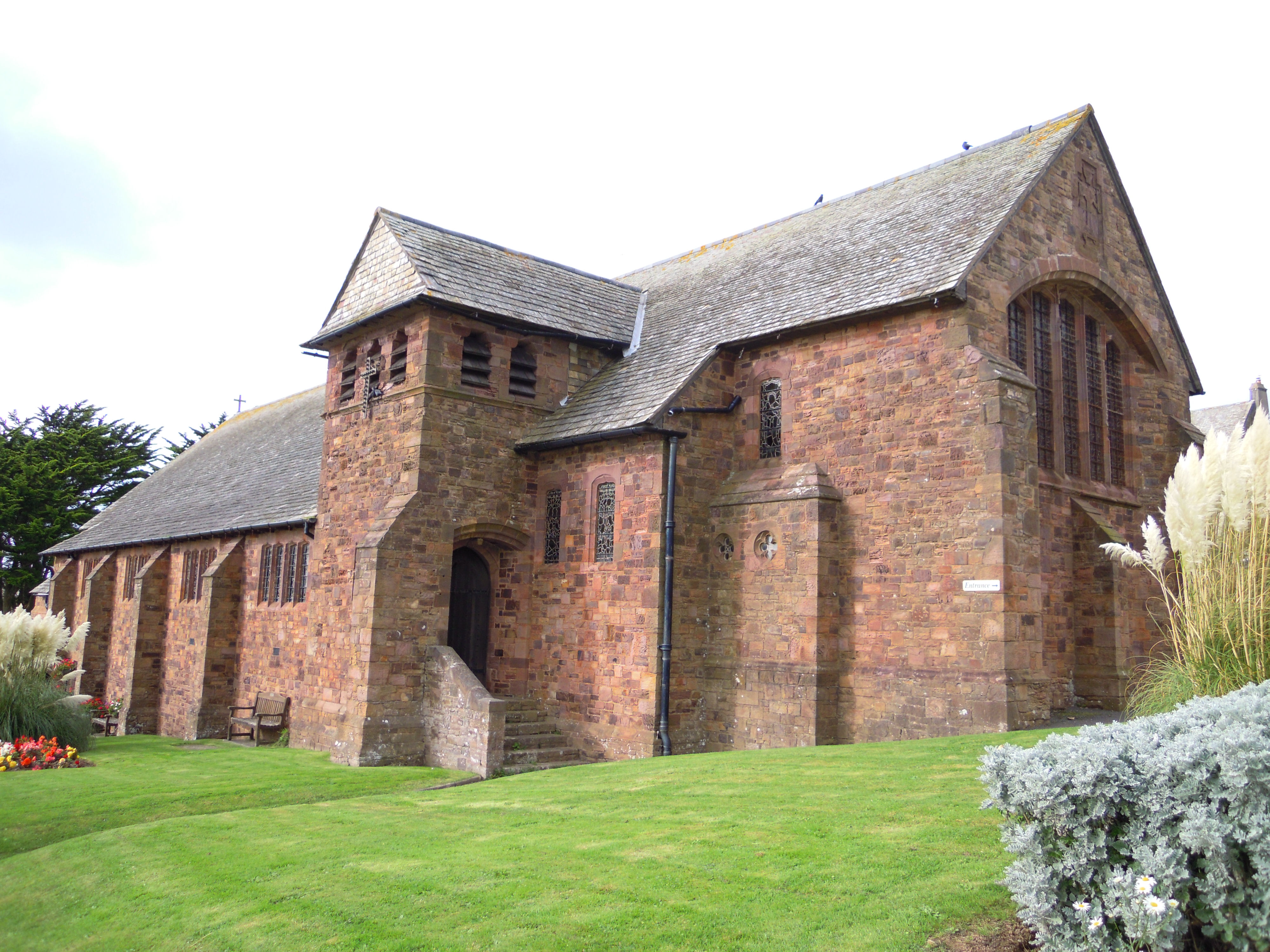
صورة كنيسة سانت سابينوس

هناك العديد من أماكن العبادة في وولاكومب، كلها مسيحية. أوضحها الكنيسة الأنجليكانية للقديس سابينوس، العاملة منذ عام 1912، والتي تقع على الطريق الرئيسي المؤدي إلى وسط المنطقة. الكنيسة مكرسة لسان سابينوس، الأسقف الإيطالي. تدعي القصص المحلية أنه تم تسميته على اسم مبشر من أيرلندا الذي دمر السفينة في وولاكومب ولكن لا يوجد دليل يدعم ذلك. تم تصميم كنيسة القديس سابينوس من قبل المهندس المعماري كاروي وتم بناؤها في 1909-12.

## روابط خارجية
- موقع مركز المعلومات السياحية وولاكومب ومورتيهو
- معلومات حول خليج وولاكومب
- عقارات باركين
- وولاكومب على مشروع الدليل المفتوح
- حكايات وولاكومب في الحرب - ذكريات الحياة في زمن الحرب في وولاكومب (جمعتها بي بي سي)